# 諸葛鎮 (浙江省)
諸葛鎮（しょかつ-ちん）は、浙江省金華市蘭谿市に位置する鎮。鎮内に諸葛村があり、鎮の名はこれに由来する。

## 行政区画
下部に15行政村及び1居民委員会を管轄する（参考資料:）。
- 諸葛社区
- 諸葛村、長楽村、万田村、銀塘村、双牌村、錦渓村、横畈畲族村、厚倫方村、厚倫村、馬塘村、合済橋村、新塘胡村、余善村、大塘畈村、碩宅村

### 諸葛村
建徳市および竜游県に隣接し、鎮内の長楽村から2キロの距離にある。諸葛氏一族が住む村で易の八卦に従って設計したとされる八角形の構造を持つ。古い建物が多く残り、1996年には全国重点文物保護単位に指定されている。また、村全体が中国国家4A級旅遊景区である。
諸葛村の起源は元代に遡る。もとの名は高隆といったが、住民の多くが諸葛姓を名乗り、諸葛亮（孔明）の孫の諸葛京の末裔と称する。このことから、明代中期に諸葛村と改称する。生薬の原料を主な副業として生産し、経済的に豊かになるのも明代以降である。明代・清代に建てられた精致な祖廟や住宅が残る。現在、約350棟の住宅に約2500人が暮らす。